# پل بزرگ دانی یانگ کانشان

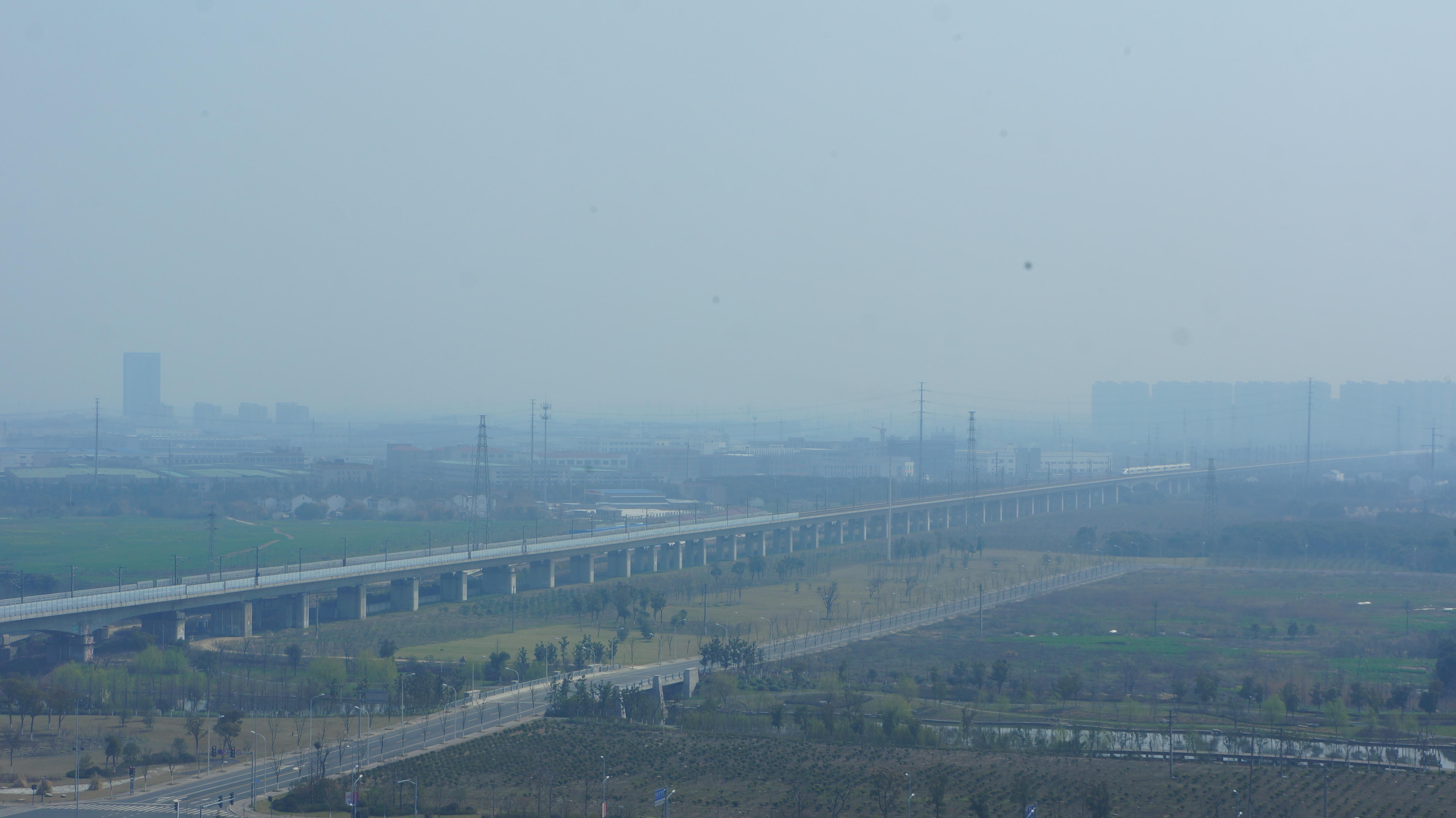
پل بزرگ دانی یانگ کانشان

پل بزرگ دانیانگ کانشان (چینی ساده: 丹昆特大桥; چینی سنتی: 丹昆特大橋; پین‌یین: Dān-Kūn tèdà qiáo) (به انگلیسی: Danyang–Kunshan Grand Bridge)، پل راه‌آهن در چین است به طول ۱۶۴٫۸ کیلومتر که سالانه ۸۰ میلیون نفر بر آن تردد می‌کنند و با بودجه‌ای معادل ۸٫۵ میلیارد دلار و نیروی کار ۱۰۰۰۰ نفری ساخته شده است. آغاز ساخت پل دانی‌یانگ کانشان در سال ۲۰۰۶ و پایان آن در سال ۲۰۱۰ بود و این پل سرانجام در آغاز سال ۲۰۱۱ برای استفادهٔ عموم افتتاح شد. پل بزرگ دانیانگ کانشان با طول ۱۶۴٫۸ کیلومتری خود به هم‌اکنون به عنوان درازترین پل جهان و رکورد دار کتاب گینس شناخته می‌شود. طبیعی است که امکان حرکت با پای پیاده‌روی این پل وجود نداشته باشد اما گذر از آن با قطار سریع‌السیر که با سرعتی معادل ۳۰۰ کیلومتر در ساعت حرکت می‌کند امکان‌پذیر است. این پل در استان جیانگسو چین واقع است و نانجینگ، مرکز استان جیانگسو را به شانگهای وصل می‌کند همچنین مسیر این پل تا حدودی موازی با مسیر رود یانگ‌تسه است. از هنگام راه اندازی قطارهای سریع‌السیر پکن- شانگهای که بر روی این پل تردد می‌نمایند، زمان ۱۱ ساعته‌ای که در گذشته برای سفر در این مسیر نیاز بود به ۵ ساعت کاهش یافت.